# Westinghouse J40
Pour les articles homonymes, voir J40.
Conçu et produit par la société américaine Westinghouse Aviation Gas Turbine Division (en), le Westinghouse J40 aurait dû être un turboréacteur à postcombustion à hautes performances.

## Historique
Début 1946, le Bureau of Aeronautics de l'US Navy avait prévu de l'utiliser pour équiper de nombreux avions de chasse et un bombardier, avec une poussée statique au niveau de la mer tarée à 33 kN à sec et 48,49 kN avec la postcombustion. Une version plus puissante, tarée à 42,26 kN et 60,94 kN, était prévue pour remplacer les premières versions pour les différents appareils concernés, mais elle fit preuve d'un concept de compresseur imparfait et manquait d'un système de contrôle convenable. Ces versions à haute puissance de ces moteurs furent considérées comme un gros échec et laissèrent le bureau de l'aéronautique de la Navy avec seulement les versions à faible puissance.
Ils furent finalement utilisés pour des tests en vol initiaux. Dans le cas du McDonnell F3H-1N Demon, le moteur de 48,49 kN de poussée fut utilisé dans des appareils de production pour un temps très court, avant que l'appareil ne soit cloué au sol après de multiples incidents dus au fait que la structure de l'avion, désormais trop lourde, était poussée par un moteur trop faible et continuellement touché par des pannes diverses. Des pannes en service menèrent à la perte de l'avion. Une enquête du gouvernement sur le problème du programme F3H-1N échoua à déterminer si des pilotes avaient été perdus seulement à cause des failles du moteur. Les avions cloués au sol furent soit mis au rebut, soit utilisés comme carcasses pour de l'entraînement au sol. La version suivante, F3H-2N, employa elle le moteur Allison J71.
Après que le programme ait été désigné comme étant un « fiasco », le programme J40 fut terminé en 1955, période à laquelle tous les avions qui auraient dû en être équipés furent soit cloués au sol, annulés ou redessinés pour utiliser d'autres moteurs. L'échec du J40 fut parmi ceux qui affectèrent le plus de programmes militaires. La principale cause de l'échec du programme était le manque d'investissements dans la recherche et l'expérimentation par la société Westinghouse, ce qui les laissa incapables de résoudre les problèmes avec les différentes versions du moteur prévues. En 1953, Westinghouse travaillait avec Rolls-Royce Limited pour offrir au marché des moteurs basés sur le Rolls-Royce Avon, mais Westinghouse fut sortie du business des moteurs d'avion vers 1965 quand leur version a rabaissé à 27,58 kN de l'Avon 300-series à 53,38 kN, l'XJ54, échoua également à trouver un marché aux États-Unis.
Le programme du moteur était en fait bien plus vaste que ce qui est communément admis, avec treize différents modèles soumis à des contrats, alors que tous n'étaient pas encore entrés en développement actif. Le besoin initial du bureau de l'aéronautique de la Navy, concernant des moteurs à forte puissance, les força à passer un second contrat de production, cette fois-ci avec la division Lincoln Mercury de la Ford Motor Company, pour le développement de moteurs J40-WE-10 et J40-WE-12. Le contrat fut encore une fois annulé après des échecs dans le développement de ces nouveaux moteurs.

## Développement

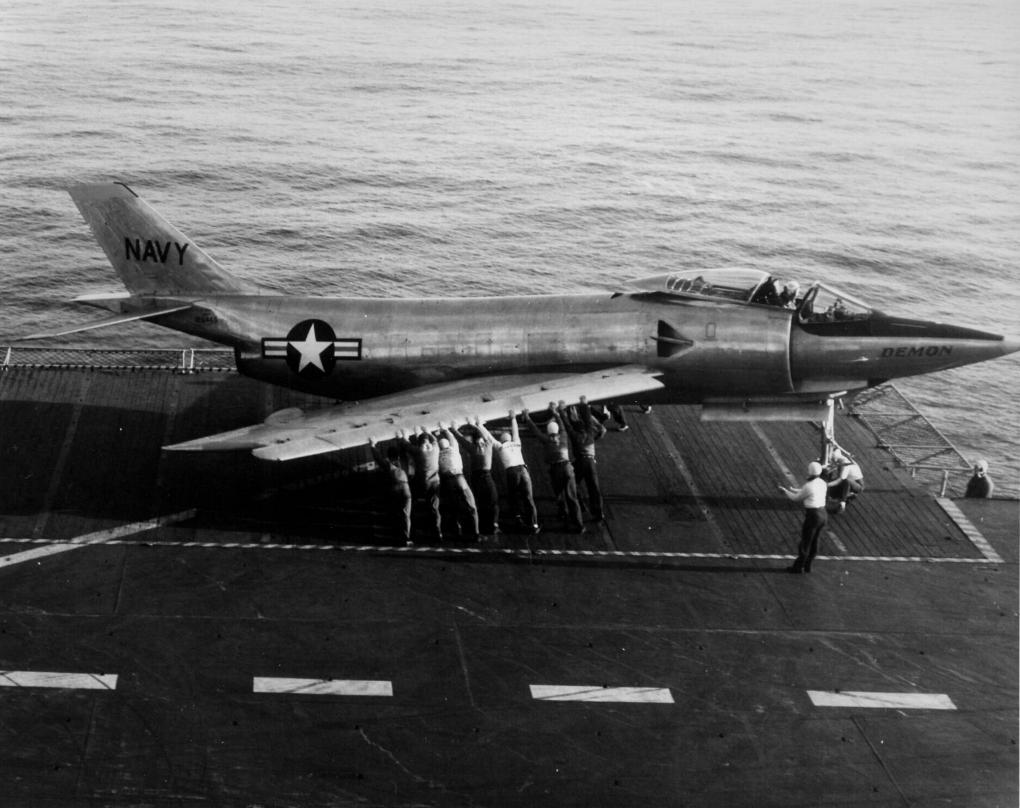
Le prototype XF3H-1 à moteur J40 sur le pont de l', en 1953.

Westinghouse Electric Corporation créa la Westinghouse Aviation Gas Turbine Division (en) (AGT) en 1945. Le Westinghouse J30 fut le premier turboréacteur de conception américaine à fonctionner, et fut utilisé dans le FH-1 Phantom. La version agrandie J34 fut obsolète lorsqu'elle fut produite, mais connut tout-de-même un succès assez correct. Un nouveau concept, suivant les progrès rapides de l'industrie, était alors nécessaire pour assurer un futur serein à l'entreprise.
Le J40 représentait une grosse opportunité pour Westinghouse de devenir un acteur majeur dans le marché des turboréacteurs. La marine américaine démontra une grande confiance en cette compagnie, lorsqu'elle prit le pari de miser sur Westinghouse pour une nouvelle génération de moteurs, alors que trois autres compagnies motoristes étaient également sur le marché. Ce fut en juin 1947 que le Bureau of Aeronautics de la Navy signa le contrat pour ce développement. Le prototype du moteur fut démarré pour la première fois en novembre 1948. D'après un article paru dans l'édition d'avril 1949 du Naval Aviation Confidential Bulletin, écrit par le Lieutenant Commander Neil D. Harkleroad du Bureau of Aeronautics Power Plant Division, « Le moteur a fonctionné avec succès jusqu'à présent ». Comme d'après ce témoignage, les tests des 50 heures de vol furent achevés vers juin 1949, et le test de qualification des 150 heures fut achevé en décembre 1949.
Le J40 fut conçu pour délivrer le double de la puissance des moteurs alors en service, permettant au J40-WE-8 avec postcombustion d'équiper une bonne partie des nouveaux chasseurs embarqués de la Navy ne possédant qu'un moteur. Parmi ces nouveaux appareils figuraient le chasseur d'emploi général Grumman XF10F Jaguar à ailes à géométrie variable, et les intercepteurs McDonnell F3H Demon et Douglas F4D Skyray. Une montée en puissance à plus de 67 kN était planifiée. Une autre version, sans postcombustion, le J40-WE-6, devait propulser le bombardier embarqué bimoteur Douglas A-3D Skywarrior.
Le J40-WE-8 était dépassait juste les 1 000 mm en diamètre mais mesurait 7,6 m de long, avec ses accessoires et sa postcombustion. Sa masse était de presque 1 600 kg. Le J40-WE-6 était presque 2,13 m plus court et 270 kg plus léger, mais il était dépourvu de postcombustion.
En 1949, une version sans postcombustion à plus haute puissance J40-WE-12 (42,26 kN), avec une meilleure consommation de carburant, fut proposée pour l'A3D, et une version avec postcombustion J40-WE-10, de 60,94 kN de poussée, fut proposée pour les projets de chasseurs. Les deux versions furent acceptées et équipèrent les avions pour lesquels elles furent conçues. Les versions à faible puissance des débuts furent dès lors destinées à des essais au sol et des tests en vol initiaux en attendant que les moteurs à haute puissance deviennent disponibles.

## Abandon du projet
Le développement du gros moteur fut très long. Le test très important de qualification des 150 heures, qui aurait dû être achevé en décembre 1949, ne fut pas achevé avant janvier 1951, un an après la date prévue. La postcombustion fut particulièrement capricieuse : La version à postcombustion du moteur, le J40-WE-8, ne passa pas son test de qualification de 150 heures avant août 1952 ! En conséquence, le moteurs J40-WE-6 sans PC durent être utilisés pour les tests initiaux, causant de nombreux retards dans les programmes de tests en vol.
Plus tôt, même les versions à faible puissance du moteur furent considérées comme inutilisables en raison de leurs problèmes de fiabilité. Le bombardier A3D se montra excellent lorsqu'il utilisa des moteurs alternatifs, mais le chasseur F3H-1 fut relégué à un rôle de chasseur subsonique avec ce moteur à faible puissance. Il continua d'ailleurs à rester subsonique même avec le moteur plus puissant Allison J71. Il avait été établi que malgré les défaillances subies, le F3H-1 aurait pu être compétitif face aux premiers « Century Fighters » supersoniques de l'US Air Force, si les moteurs attribués avaient respecté les spécifications de leur cahier des charges. En fait, le Demon qui émergea de son développement était un chasseur tout-temps armé de missiles qui était 8 000 lbs (3 628,74 kg) plus lourd que l'avait été son prototype XF3H-1, et finalement, même le J71 et sa forte puissance ne pouvaient rien faire pour lui redonner ses performances convoitées…
Le chasseur monomoteur F3H-1N Demon fut initialement une très grande déception, en raison du manque de fiabilité du J40 et de la difficulté à piloter un appareil bien plus lourd avec les moteurs les moins puissants J40-WE-22A. La conception de l'avion pouvait accepter les contraintes du plus puissant J40-WE-10. Ces Demons des premières séries de production furent cloués un temps au sol afin d'être redessinés pour accepter le moteur J71, après la perte de six avions et quatre pilotes. La décision d'orienter le Demon vers le J71 avait été prise bien avant la production de la série initiale de l'avion, mais comme la mise au point de la postcombustion du J71 prenait du temps, Le bureau de l'aéronautique de la Navy décida d'accepter que les premiers appareils volent avec les moteurs Westinghouse J40-WE-22A and -22. Cette décision vint après une assemblée du Congrès en 1955 et attira de fortes critiques de la part du Congrès. Le Time Magazine appela le maintien à terre de tous les F3H-1 à moteurs Westinghouse de la Navy un « fiasco », avec 21 appareils inutilisables qui ne pouvaient être utilisés que pour de l'entraînement à terre et à un coût de 200 millions de dollars.
L'un des seuls coups d'éclat du J40 fut l'établissement, en 1955, d'un record non officiel de vitesse ascensionnelle, avec un Demon, atteignant 3 000 m en 71 secondes.
On ne pouvait pas simplement installer un moteur de remplacement à l'intérieur des vieux Demons, car le fuselage aurait dû être redessiné et élargi. Quand ce fut fait pour adapter le J71, la surface alaire fut aussi agrandie pour compenser la prise de poids de ce chasseur tout-temps. Le F4D Skyray avait lui été dessiné pour accepter plus facilement des moteurs de types différents, et entra en service avec le Pratt & Whitney J57.
De la même manière, l'A3D apparut avec des versions dépourvues de postcombustion du J57. Le programme XF10F-1 Jaguar fut abandonné principalement en raison de problèmes aérodynamiques insolubles avec l'aile à flèche variable et les systèmes de contrôle. Les défauts du J40 furent finalement d'une importance secondaire durant les essais en vol de ce prototype.
D'après le magazine Flight International du 11 mai 1956, le coût total du programme se monterait à 281 millions de dollars.

## Versions
- XJ40-WE-2, XJ40-WE-4 : Moteurs de développement internes à l'entreprise ;
- J40-WE-1 : Version pour l'Air Force du J40-WE-8, propulsant les avions sans pilote North American X-10. Deux moteurs existants à l'intérieur d'une structure de X-10 sont visibles au musée national de l'US Air Force de Dayton, dans l'Ohio ;
- XJ40-WE-3 : Désignation initiale de l'Air Force pour la première version proposée du XJ40-WE-12 ;
- XJ40-WE-5 : Désignation de l'Air Force pour les versions détarées Block II/Block III du XJ40-WE-12. 42,26 à 44,04 kN de poussée ;
- J40-WE-6 : Moteurs de préproduction pour essais en vol, propulsant les deux prototypes Douglas XA3D-1 Skywarrior, le prototype Douglas XF4D-1 Skyray, les prototypes McDonnell XF3H-1 Demon et les Grumman XF10F-1 Jaguar. 33,36 kN de poussée ;
- J40-WE-8 : Moteur de préproduction avec postcombustion remplaçant les versions -6 dans les avions Skyray, Demon et Jaguar. Un exemplaire est conservé au Smithsonian Air and Space Museum. 48,49 kN de poussée ;
- XJ40-WE-10 : Version à postcombustion expérimentale de l'XJ40-WE-12. Aussi loin que l'on puisse chercher, il semblerait qu'aucun exemplaire n'ait été réellement construit, même si la postcombustion de type « iris » fut elle fabriquée. 60,94 kN de poussée ;
- XJ40-WE-12 : Moteur expérimental à plus forte puissance. Quatre exemplaires ont été détruits par des casses de compresseur sur le banc d'essai. 42,26 kN de poussée ;
- XJ40-WE-14 : Concept à double corps, placé sous contrat mais non développé. 53,38 kN de poussée ;
- XJ40-WE-16 : Version avec postcombustion du J40-WE-14, placée sous contrat mais non développée. 77,40 kN de poussée ;
- XJ40-WE-18 : Version modifiée avec postcombustion du J40-WE-10 pour le programme Convair Skate, proposée mais non acceptée. Proposition modifiée plus tard pour l'avion Martin Minelayer, mais refusée également. Poussée de 50,71 KKN avec la plupart des capacités d'altitude supprimées ;
- XJ40-WE-20 : J40-WE-10 modifié avec la postcombustion pour fonctionner jusqu'à une altitude de 50 000 pieds (15 240 m). Aucun exemplaire construit ;
- J40-WE-22/-22A : Version de production du J40-WE-8, les deux modèles utilisant des systèmes de contrôle différents. Un J40-WE-22A en coupe est visible au National Naval Aviation Museum. 48,49 kN de poussée ;
- XJ40-WE-24 : Version proposée à puissance réduite des premiers J40-WE-10 de production. Entre 53,60 et 58,27 kN de poussée ;
- XJ40-WE-26 : Version proposée à puissance réduite des premiers J40-WE-12 de production. Entre 42,26 et 44,04 kN de poussée.

## Applications
- McDonnell XF3H-1 Demon
- Douglas XA3D-1 Skywarrior
- Douglas XF4D-1 Skyray
- Grumman XF10F-1 Jaguar
- North American X-10